# Jamie Feick
Pour les articles homonymes, voir Feick.
Jamie Feick, né le 3 juillet 1974 à Lexington dans l'Ohio, est un ancien joueur américain de basket-ball.

## Biographie
Il est choisi en 48e position par les 76ers de Philadelphie lors de la draft 1996 de la NBA.